# کمیسیون ملی ایمنی عمومی (ژاپن)
کمیسیون ملی ایمنی عمومی (به انگلیسی: National Public Safety Commission) (به ژاپنی: 国家公安委員会) یک کمیسیون در دفتر کابینه دولت ژاپن است. دفتر مرکزی آن در ساختمان دوم دفتر دولت مرکزی در کاسومیگاسکی چیودا-کو، توکیو در توکیو واقع شده‌است.
این کمیسیون متشکل از یک رئیس است که دارای درجه وزیر است و نخست‌وزیر پنج عضو دیگر را با موافقت دایت ملی منصوب می‌کند. این کمیسیون مستقل از کابینه کار می‌کند اما از طریق وزیر با آن هماهنگی می‌کند.
وظیفه کمیسیون تضمین بی‌طرفی سیستم پلیس با جلوگیری از فشارهای سیاسی و اطمینان از حفظ دموکراسی در اداره پلیس است.